# Vivian McGrath
Vivian ("Viv") Erzerum Bede McGrath (17 de febrero de 1916 - 9 de abril de 1978) fue un campeón australiano de tenis de los años 1930. Fue uno de los primeros jugadores de alto rendimiento en usar un revés a dos manos. Su mayor logro fue el Campeonato Australiano de 1937.

## Torneos de Grand Slam

### Campeón Individuales (1)
| Año  | Torneo                 | Oponente en la final | Resultado           |
| 1937 | Campeonato Australiano | John Bromwich        | 6-3 1-6 6-0 2-6 6-1 |

### Campeón Dobles (1)
| Año  | Torneo                 | Pareja        | Oponentes en la final   | Resultado   |
| 1935 | Campeonato Australiano | Jack Crawford | Pat Hughes / Fred Perry | 6-4 8-6 6-2 |

### Finalista Dobles (5)
| Año  | Torneo                 | Pareja        | Oponentes en la final          | Resultado            |
| 1933 | Campeonato Francés     | Adrian Quist  | Pat Hughes / Fred Perry        | 2-6 4-6 6-2 5-7      |
| 1934 | Campeonato Francés     | Jack Crawford | Jean Borotra / Jacques Brugnon | 9-11 3-6 6-2 6-4 7-9 |
| 1935 | Campeonato Francés     | Don Turnbull  | Jack Crawford / Adrian Quist   | 1-6 4-6 2-6          |
| 1936 | Campeonato Australiano | Jack Crawford | Adrian Quist / Don Turnbull    | 8-6 2-6 1-6 6-3 2-6  |
| 1940 | Campeonato Australiano | Jack Crawford | John Bromwich / Adrian Quist   | 3-6 5-7 1-6          |

- Datos: Q1342349
- Multimedia: Vivian McGrath / Q1342349